# Janet Nutter
Janet Nutter (2 de abril de 1953) es una deportista canadiense que compitió en saltos de trampolín y plataforma. Ganó dos medallas en los Juegos Panamericanos, oro en 1975 y bronce en 1979.

## Palmarés internacional
| Juegos Panamericanos | Juegos Panamericanos      | Juegos Panamericanos | Juegos Panamericanos |
| Año                  | Lugar                     | Medalla              | Prueba               |
| -------------------- | ------------------------- | -------------------- | -------------------- |
| 1975                 | Ciudad de México (México) | Medalla de oro       | Plataforma 10 m      |
| 1979                 | San Juan (Puerto Rico)    | Medalla de bronce    | Trampolín 3 m        |